# جاش نیر
جاش نیر (انگلیسی: Josh Neer؛ زادهٔ ۲۴ مارس ۱۹۸۳) ورزشکار هنرهای رزمی ترکیبی اهل ایالات متحده آمریکا است. وی از سال ۲۰۰۳ میلادی تاکنون مشغول فعالیت بوده‌است.